# Могильщик прерванный
Могильщик прерванный (лат. Nicrophorus interruptus) — вид жуков-мертвоедов из подсемейства могильщиков.

## Распространение
Вид распространён в большей части Европы, на Ближнем Востоке и в Северной Африке.

## Описание
Жуки длиной до 26 мм. Окраска чёрного цвета с двумя оранжево-красными пятнами на надкрыльях и жёлтым опушением на выступающих брюшных сегментах. У жуков большие антенны, оснащены чёрной булавой, содержащей хеморецепторы, способные обнаруживать мёртвое животное издалека.

## Экология
Жуки прячут трупы мелких позвоночных, таких как птицы и мыши, в качестве источника питания для своих личинок. У Nicrophorus interruptus и самцы и самки заботятся о потомстве.